# Legyezőfarkú bogyókapó
A legyezőfarkú bogyókapó (Melanocharis versteri) a madarak osztályának verébalakúak (Passeriformes) rendjébe és a bogyókapófélék (Melanocharitidae) családjába tartozó faj.

## Rendszerezése
A fajt Otto Finsch német ornitológus írta le 1876-ban, a Pristorhamphus nembe Pristorhamphus versteri néven.

## Alfajai
- Melanocharis versteri versteri (Finsch, 1876)
- Melanocharis versteri meeki (Rothschild & E. J. O. Hartert, 1911)
- Melanocharis versteri virago (Stresemann, 1923)
- Melanocharis versteri maculiceps (De Vis, 1898)

## Előfordulása
Új-Guinea szigetén, Indonézia és Pápua Új-Guinea területén honos. Természetes élőhelyei a szubtrópusi és trópusi hegyi esőerdők, magaslati cserjések és füves puszták, valamint másodlagos erdők. Állandó, nem vonuló fajok.

## Megjelenése
Testhossza 15 centiméter, testtömege 12-20 gramm.

## Életmódja
Bogyókkal táplálkozik, de rovarokat is fogyaszt.

## Szaporodása
Fák vízszintes ágaira készíti csésze alakú fészkét.

## Természetvédelmi helyzete
Az elterjedési területe nagyon nagy, egyedszáma pedig ismeretlen. A Természetvédelmi Világszövetség Vörös listáján nem fenyegetett fajként szerepel.